# Anderlkopf
Der Anderlkopf ist ein 1231 m ü. NHN hoher, schwach ausgeprägter Nebengipfel des Bergrückens Rauchenberg in den Bayerischen Voralpen.

## Topographie
Der Hohe Zwiesler ist der höchste Gipfel des Bergrückens Rauchenberg, der sich zwischen der Jachenau und der Isar nördlich des Sylvensteinstausees erstreckt. Neben dem Hohen Zwiesler sind als weitere Gipfel nordöstlich des Hohen Zwieslers Paradiesköpfl, Anderlkopf, Mitterkopf und Talkopf und in südwestlicher Richtung Achselkopf und Brünstkopf zu nennen. Am nordöstlichen Fuß des Rauchenbergs befindet sich die gleichnamige Einöde Rauchenberg, die zu Lenggries gehört.
Auf den bewaldeten Anderlkopf führt kein ausgeschilderter Weg. Der einfachste Zugang erfolgt per Forstweg über den Weiler Rauchenberg.